# 1324
1324 (MCCCXXIV) fue un año bisiesto comenzado en domingo del calendario juliano.

## Acontecimientos
- Guerra de San Sardos entre Francia e Inglaterra.
- Jaime II de Aragón conquista Cerdeña.
- En Aviñón (Francia), el fraile franciscano y filósofo escolástico británico Guillermo de Ockham es juzgado por herejía y condenado a 4 años de arresto domiciliario.
- Carlos el Calvo, rey de Navarra, otorga el privilegio para la repoblación de la Navarrería (en Pamplona), que había quedado arrasada en la Guerra de la Navarrería.
- El 13 de mayo es consagrada la catedral de Bourges.

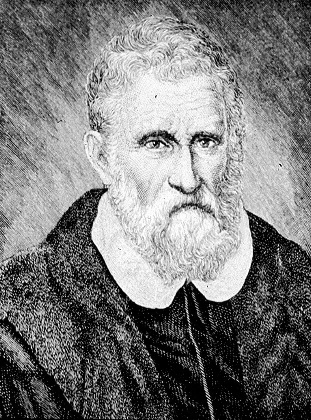
Retrato de Marco Polo (1254-1324).

## Nacimientos
- David II de Escocia.

## Fallecimientos
- 8 de enero: Marco Polo (69), mercader, viajero y escritor veneciano (n. 1254).
- Sancho I de Mallorca (47), rey mallorquí (n. 1277).
- Isabel de Bohemia (1), gemela de Ana (1323-1338), hijas del rey Juan I de Bohemia.